# Шидлівці (Кам'янець-Подільський район)
Ши́длівці — село в Україні, у Чемеровецькій селищній громаді Кам'янець-Подільського району Хмельницької області.

## Географія
Село розташоване на лівому березі неподалік річки Збруч, з іншого берега однойменне село Шидлівці Чортківського району, поблизу озера Солонча, за 58 км. автодорогами від Кам’янця-Подільського і за 12 км. від Чемерівців.

### Клімат
Вікторівка знаходяться в межах вологого континентального клімату із теплим літом.

## Історія

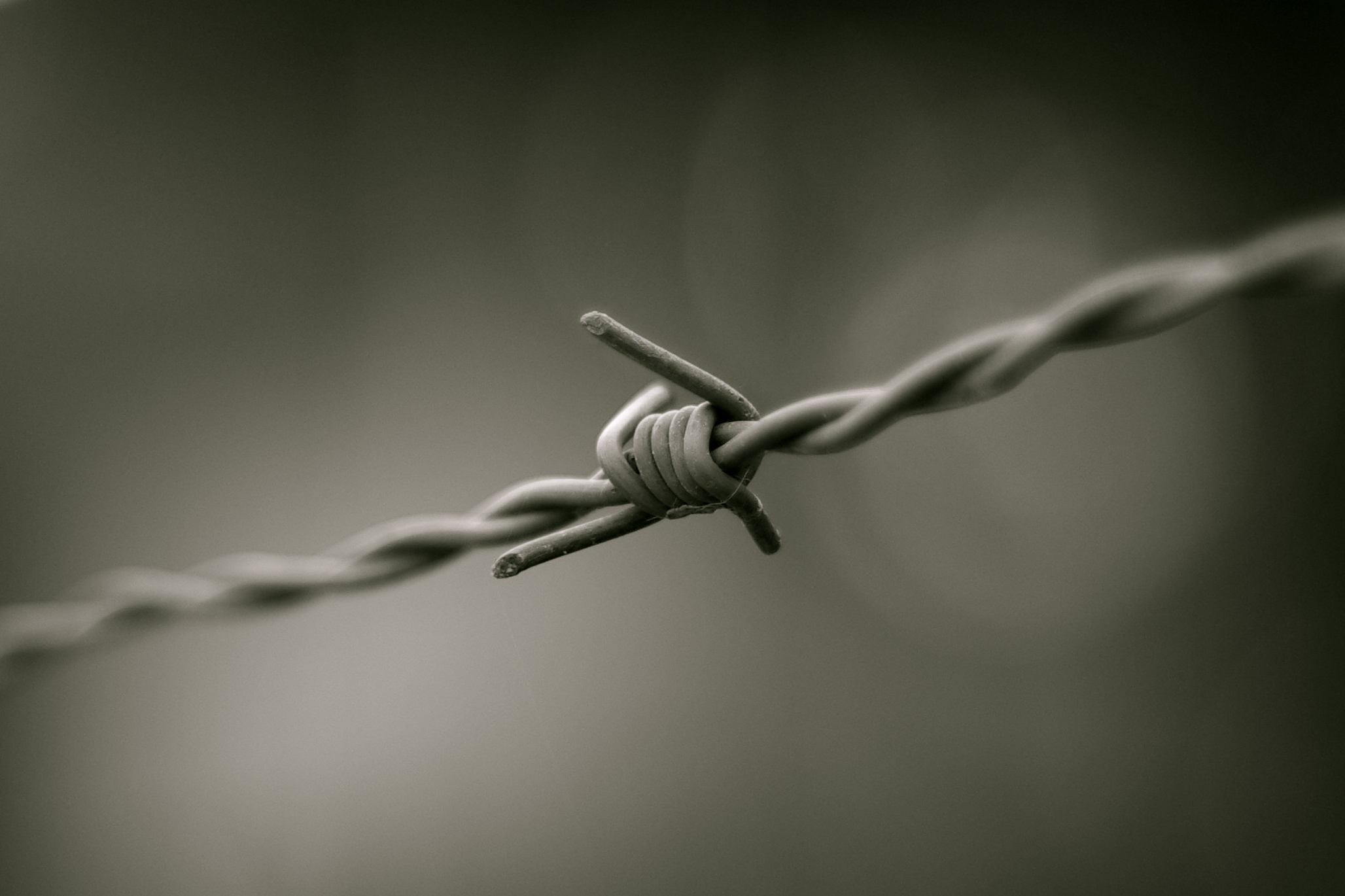
[http://www.reabit.org.ua/nbr/?st=3®ion=&ss=Рудківці&logic=or&f1_type=begins&f1_str=&f2_type=begins&f2_str=&f3_type=begins&f3_str=&f4_from=&f4_till=&f7%5B%5D=all&f14%5B%5D=all#list Національний банк репресованих

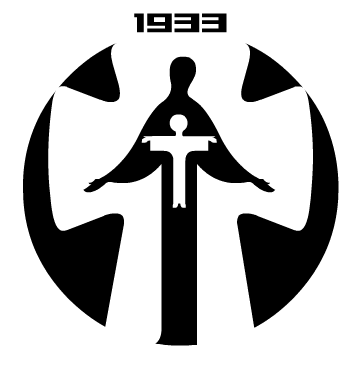
[https://victimsholodomor.org.ua/khmelnytsky/easytable/25-peoples-new.html?start=300 Список жертв Голодомору, Хмельницька область

Перший раз село Шидлівці зустрічається в податкових списках 1578 року. За переказами оскільки  власникам Шидловець було не зручно обробляти землі, які знаходились на лівому березі Збруча, де не було селян, частину правобережного поселення було перенесено на ліву сторону.
Перший поділ Речі Посполитої (1772) мабуть поділив Шидлівці на дві частини. Після правобережна частина вважалась окремим поселенням Шидлівці Тернопільської області.
1908 року в Шидлівцях проживало 969 чоловік, в тому числі православних - 619, католиків - 310, іудеїв - 40. В 1908-1909 навчальному році в церковно-приходській школі навчалось 54 дітей. Прізвище першого вчителя церковно-прихідської школи, яка знаходилась в старій хаті, було  Гречко.
Внаслідок поразки Перших визвольних змагань на початку XX століття, село надовго окуповане російсько-більшовицькими загарбниками.
Радянська окупація принесла колективізацію та розкуркулення, мешканці села зазнали репресій. В багатьох частинах Поділля відбувались масові селянські повстання проти радянської влади.
В 1932–1933 селяни села пережили Голодомор.
В роки Великого терору 1936-1937 було вбито чимало осіб різних національностей і професій, багато людей було виселено як сім'ї «ворогів народу».
По закінченню Другої світової війни у 1946—1947 роках мешканці села вчергове пережили голод.
З 1991 року в складі незалежної України.
В січні 1993 року населеним пунктам: Вікторівка, Шидлівці, Мала Зелена, Велика Зелена, Криків надано статус 4 категорії постраждалих внаслідок Чорнобильської катастрофи.
15 вересня 2016 року шляхом об'єднання сільських територіальних громад, село увійшло до складу Чемеровецької селищної громади. Об'єднання в громаду має створити умови для формування ефективної і відповідальної місцевої влади, яка зможе забезпечити комфортне та безпечне середовище для проживання людей.
До адміністративної реформи 19 липня 2020 року село належало до Чемеровецького району, після його ліквідації, увійшло до складу Кам'янець-Подільського району.

## Озеро Солонча
Розкинулося у басейні річки Збруч біля сіл Шидлівці і Вікторівка. Зовні воно схоже на ставок середніх розмірів, площею 15 гектарів і глибиною до трьох метрів. Живиться підземними та поверхневими водами. Стікає у річку Збруч. На значній площі заросло. Саме його назва вказує, що вода у ньому дещо мінералізована солонувата. Водиться у цій водоймі різна риба: коропи, окуні, лини, карасі, а в заростях очерету знаходить притулок водоплавна птиця.
Здавна поширена легенда про підземний зв'язок озера Солонча з водоймою Берків ставок, який знаходиться на відстані більше 10 кілометрів поблизу Кугаєвець. Кажуть, що колись завзяті рибалки запустили в озеро Солонча міченого величезного коропа. І яке було їхнє здивування, коли той же короп попався в сітку в Берковому ставку.
Про те якими були озера сотні, тисячі, а то й більше років, можна знайти відомості ще в античних авторів. Коли подільська річка Південний Буг мала назву Гіраніс, а українські землі звалися землями Скіфії, тут, біля витоку трьох річок Бугу, Збруча і Случі, гуляли на безмежних просторах табуни білих диких коней. Паслися посеред степової ковили, пили воду з озера Матір Гіраніса. Таку реальну картину змальовує давньогрецький історик і мандрівник Геродот у своїй четвертій книзі знаменитої «Історії»: «Річка Гіраніс бере початок у Скіфії. Витікає вона з великого озера, білі коні. Річка Гіраніс по виходу з озера лише короткий час — п?ять днів шляху — залишається прісною, а затим, на чотири днів плавання, аж до самого моря, вода її робиться гірко-солоною.»
Через дві з гаком тисячі років відомий подільський історик і етнограф М. Симашкевич в одному із своїх краєзнавчих нарисів занотував: «Озеро, про яке говорив Геродот, справедливо носить назву „Матір Гіраніса“. Озеро існує і до нашого часу, хоча його тепер не можна назвати великим: воно на північно-західному кордоні Подільської і Волинської губернії, поблизу с. Черняви».
Інші озера області переважно антропогенні. На їхньому утворенні позначилася господарська діяльність людини. На річці Случ лежить одна з найбільших водойм області — Кузминське озеро або водосховище з великим дзеркалом води — 798 гектарів. Довжина 7 кілометрів, ширина — від 300 метрів до 3 кілометрів. Середні глибини — 1,5-2 метри, найбільша — понад 3 метри. Містить близько 13,5 мільйона кубометрів води. Озеро — одне з найбільших в області за запасами риби. Тут водяться коропи, окуні, соми, лящі, карасі, судаки.

## Населення
Населення становить 550 осіб на 2001 рік.

### Мова
У селі поширені західноподільська говірка та південноподільська говірка, що відносяться до подільського говору, який належить до південно-західного наріччя.

## Природоохоронні території
Село лежить у межах національного природного парку «Подільські Товтри».

## Світлини

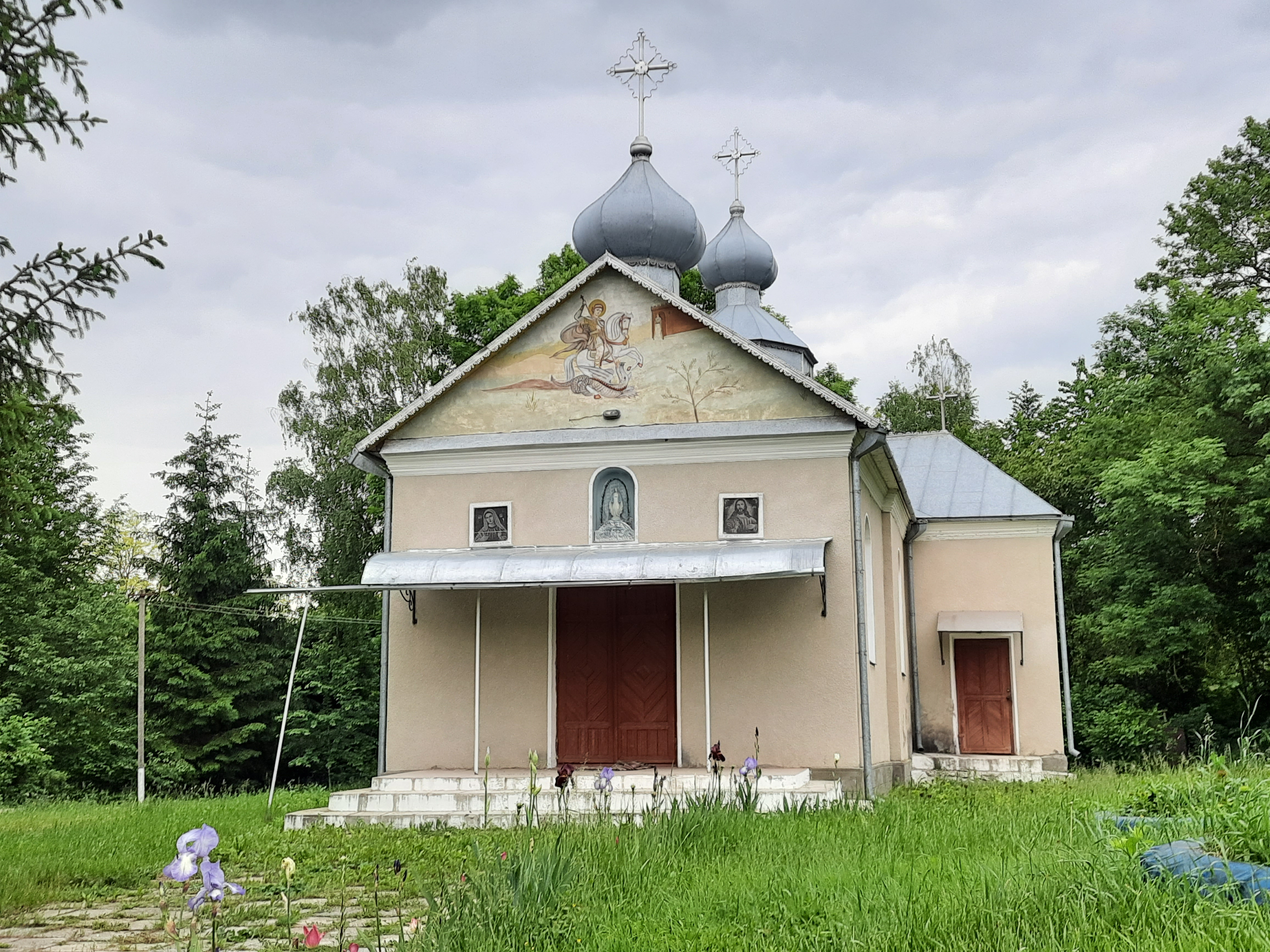
Георгіївська церква
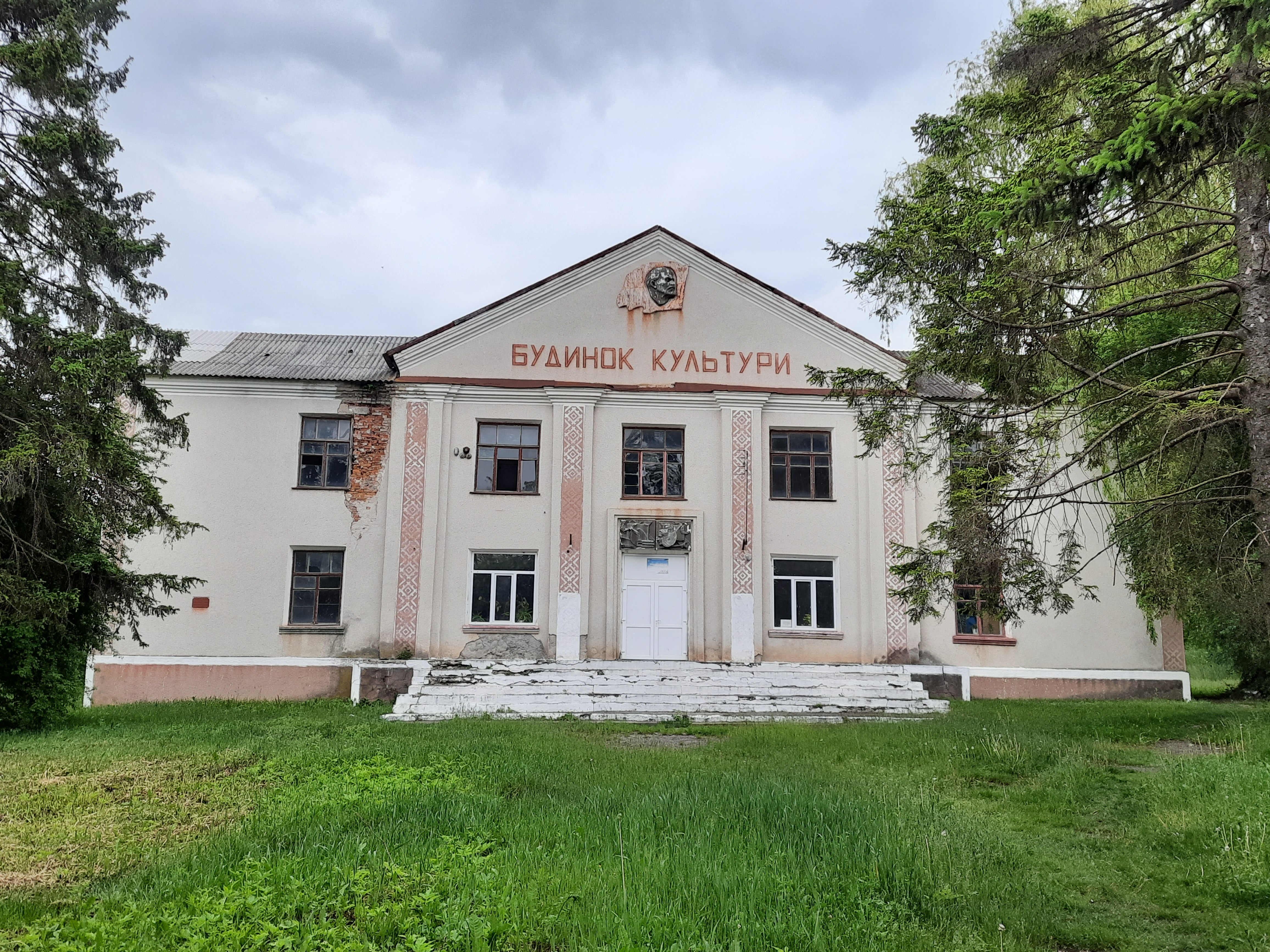
Будинок культури
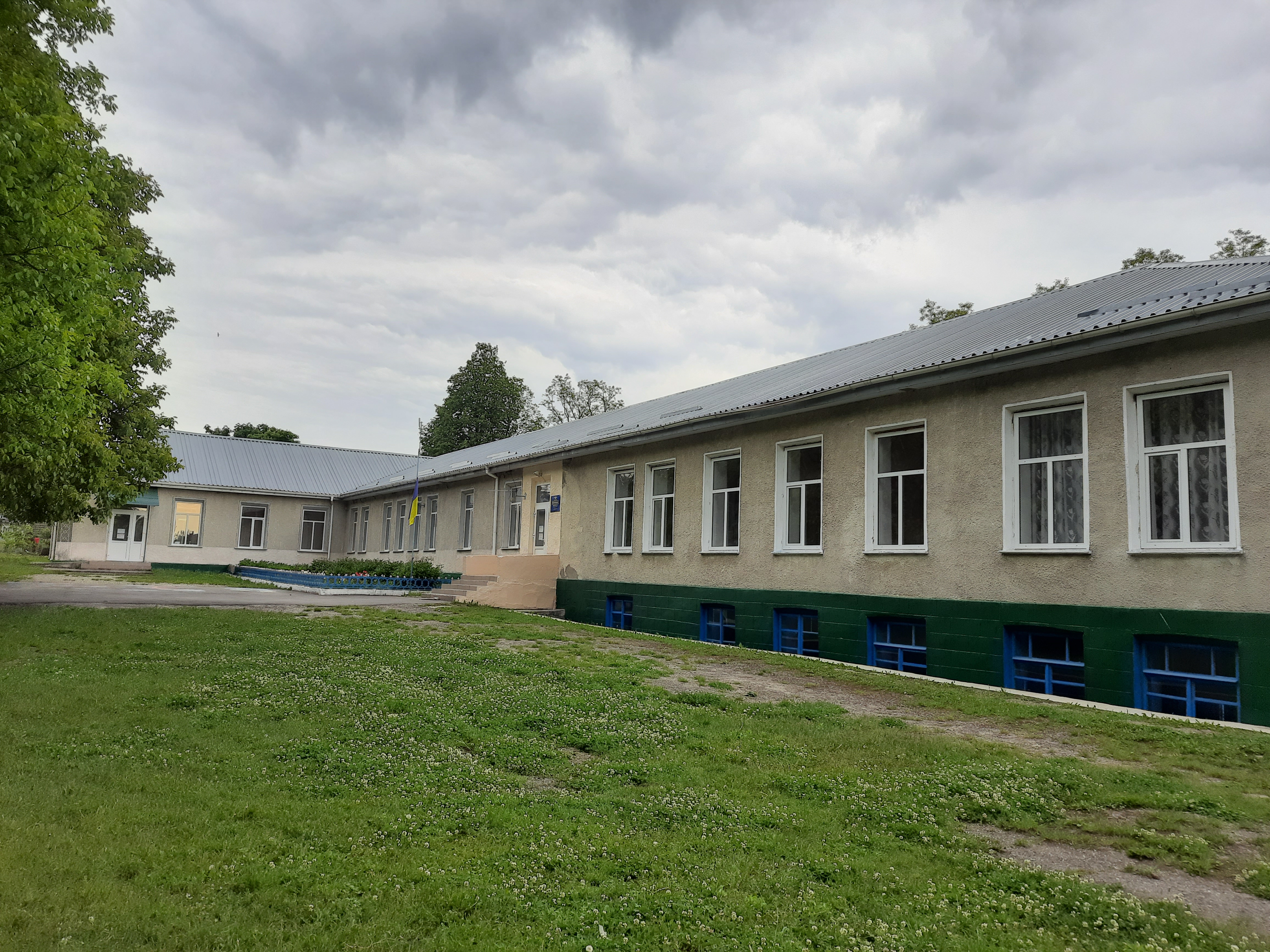
Школа